# Kyōko Iwasaki
Kyōko Iwasaki (jap. 岩崎 恭子, Iwasaki Kyōko; * 21. Juli 1978 in Numazu, Präfektur Shizuoka) ist eine japanische ehemalige Schwimmerin.
Bei den Olympischen Spielen 1992 in Barcelona wurde sie über 200 m Brust Olympiasiegerin. Damit ist sie bis heute die jüngste Goldmedaillengewinnerin im Schwimmen bei Olympischen Spielen. Dieser Sieg sollte der einzige große Erfolg in ihrer Laufbahn bleiben.
Der Astronom Makio Akiyama benannte den 1998 entdeckten Asteroiden (35441) Kyoko nach ihr.